# Cratere Gokwe
Gokwe  è un cratere sulla superficie di Marte.